# Görzig (Rietz-Neuendorf)
Görzig (niedersorbisch Górice) ist ein Ortsteil und Sitz der Gemeindeverwaltung der Gemeinde Rietz-Neuendorf im Landkreis Oder-Spree in Brandenburg. Bis zum 31. Dezember 2001 war Görzig eine eigenständige Gemeinde, die vom Amt Glienicke/Rietz-Neuendorf verwaltet wurde.

## Lage
Der Ort Görzig liegt auf der Beeskower Platte, die in den Naturräumlichen Haupteinheiten Deutschlands als Teil des Ostbrandenburgischen Heide- und Seengebietes geführt wird. Die Entfernung zur Stadt Beeskow beträgt etwa acht Kilometer Luftlinie. Umliegende Ortschaften sind Sauen im Norden, Raßmannsdorf im Nordosten, Groß Rietz und Klein Rietz im Süden, Herzberg mit den Siedlungen Krachtsheide und Hartensdorf im Südwesten sowie Pfaffendorf.
Durch Görzig führen die Kreisstraßen 6728 und 6730. Die Bundesstraße 168 (Fürstenwalde–Beeskow) verläuft zwei Kilometer südwestlich, die Landesstraße 411 etwa zwei Kilometer östlich des Ortes. Südwestlich von Görzig befindet sich die Trasse der früheren Kreisbahn Fürstenwalde–Beeskow, deren Betrieb 1997 eingestellt wurde.
Zu Görzig gehört der Gemeindeteil Rietz-Neuendorf.

## Geschichte
Die erste urkundliche Erwähnung des ursprünglich als Angerdorf angelegten Görzig stammt aus dem Jahr 1393, als der Ort unter der Bezeichnung Jortzck erwähnt wurde. Der Ortsname geht auf das niedersorbischen Wort „góra“ zurück und bezieht sich auf die Lage des Ortes an einem Berg bzw. einer Anhöhe. Später sind als Schreibweisen für den Ortsnamen unter anderem Goczk und Gortzigk belegt.
Früher gehörte Görzig zur Herrschaft Beeskow, die zusammen mit der Herrschaft Storkow den Bees- und Storkowischen Kreis bildete. 1518 wurde die gesamte Herrschaft Beeskow an den Bischof von Lebus Dietrich von Bülow verpfändet. Als Folge dessen wurde Görzig später der Mark Brandenburg angegliedert. Dabei kam es auch zur Gründung des Amtes Beeskow. Zu Beginn des 18. Jahrhunderts entstand im Dorf ein Gutshaus. Am 30. April 1815 wurde der Bees- und Storkowische Kreis aufgeteilt, der Beeskower Teil wurde dem Landkreis Lübben im Regierungsbezirk Frankfurt der preußischen Provinz Brandenburg angegliedert. Am 1. Januar 1836 wurde der ehemalige Teil der Herrschaft Beeskow aus dem Landkreis Lübben ausgegliedert und mit dem storkowischen Teil des Landkreises Teltow-Storkow zum Landkreis Beeskow-Storkow vereinigt, der im Regierungsbezirk Potsdam lag.
Im Jahr 1841 ermittelte man bei einer Einwohnerzählung im Regierungsbezirk Potsdam 280 Einwohner in Görzig. Die Dorfkirche des Ortes war eine Filialkirche der Dorfkirche Sauen. 1872 oder 1874 wurde das Amt Beeskow aufgelöst.
Nach dem Ende des Zweiten Weltkriegs lag die Gemeinde Görzig zunächst in der Sowjetischen Besatzungszone und anschließend in der DDR. Am 1. Juli 1950 wurde die bis dahin eigenständige Gemeinde Rietz-Neuendorf nach Görzig eingemeindet. Bei der am 25. Juli 1952 in der DDR durchgeführten Kreisreform wurde die Gemeinde Görzig dem Kreis Beeskow im Bezirk Frankfurt (Oder) angegliedert. Nach der Wende wurde der Kreis Beeskow in Landkreis Beeskow umbenannt und zur Kreisreform im Dezember 1993 mit zwei weiteren Landkreisen zum neuen Landkreis Oder-Spree vereinigt. Görzig gehörte dort dem Amt Glienicke/Rietz-Neuendorf an. Bis 1997 bestand in Görzig ein Bahnhof an der Kreisbahn Fürstenwalde–Beeskow, bis der Betrieb 1997 eingestellt wurde. Am 31. Dezember 2001 wurden Görzig sowie zehn weitere Gemeinden zu der neuen Gemeinde Rietz-Neuendorf zusammengeschlossen. Am 26. Oktober 2003 wurde das Amt Glienicke/Rietz-Neuendorf aufgelöst und die Gemeinde Rietz-Neuendorf amtsfrei.

## Sehenswürdigkeiten
- Die Dorfkirche Görzig wurde im 18. Jahrhundert auf dem Dorfanger in der damaligen Ortsmitte errichtet, nach der Osterweiterung des Dorfes befindet sie sich heute eher im westlichen Teil von Görzig. Die Kirche ist ein rechteckiger Putzbau mit dreiseitigem Ostschluss und quadratischem Westturm. In der Kirche befindet sich eine Orgel aus dem Jahr 1880.
- In Görzig befindet sich ein Gutshaus, das zum historischen Rittergut Groß Rietz gehörte.
- Am westlichen Ortsrand von Görzig befindet sich die Ziegelei Kadelhof, das Gebäude stammt aus den 1840er Jahren und steht, wie auch die Dorfkirche, unter Denkmalschutz.

## Bevölkerungsentwicklung
| Jahr | Einwohner | Jahr | Einwohner | Jahr | Einwohner |
| ---- | --------- | ---- | --------- | ---- | --------- |
| 1875 | 451       | 1939 | 344       | 1981 | 428       |
| 1890 | 417       | 1946 | 515       | 1985 | 429       |
| 1910 | 410       | 1950 | 660       | 1989 | 432       |
| 1925 | 411       | 1964 | 527       | 1995 | 416       |
| 1933 | 390       | 1971 | 522       | 2000 | 436       |